# Circonscription de Filtu
La circonscription de Filtu est une des 23 circonscriptions législatives de l'État fédéré Somali, elle se situe dans la Zone Liben. Son représentant actuel est Usman Ali Mela.